# Diplazontinae
Diplazontinae (лат.) — подсемейство паразитических наездников семейства Ichneumonidae из отряда Перепончатокрылые. Насчитывает 19 родов. Размеры мелкие, как правило, 3—8 мм. Личинки паразитируют в яйцах и личинках мух-журчалок. Встречаются повсеместно.

## Распространение
Встречаются повсеместно (космополитная группа).

## Классификация
Мировая фауна включает 22 рода и около 350 видов, в Палеарктике — 17 родов и около 150 видов. Фауна России включает 16 родов и 94 вида наездников-ихневмонид этого подсемейства.

### Список родов
- Bioblapsis
- Campocraspedon
- Daschia
- Enizemum
- Episemura
- Phthorima
- Promethes
- Sussaba
- Diplazon
- Syrphoctonus
- Syrphophilus
- Tymmophorus
- Woldstedtius
- Xestopelta